# ヨンクヘール
ヨンクヘール（オランダ語: jonkheer、略記：jhr.）、ないし、その女性形のヨンクフラウ（jonkvrouw、略記：jkvr.）は、オランダとベルギーで用いられる貴族の敬称で、爵位を保有しない貴族に用いられる敬称。日本語では「平貴族」、ないし「準男爵」と訳されることがある。ヨンクヘールは、語源学的には、ユンカーと関係がある言葉である。騎士の娘には、女性形のヨンクフラウが用いられるが、これはそもそも女性の騎士がいないことを踏まえたものである。ヨンクヘールの娘にはヨンクフラウが用いられるが、ヨンクヘールの妻にはヨンクフラウは用いない。妻にはメルフラウ (mevrouw) が用いられる。
この敬称は、特に下賜されなくても、貴族として生まれ、特定の爵位を持たない者であれば誰でも用いる。また、平民が功によりこの称号を与えられることや、外国人にこの称号が与えられることもあった。例えば、フィリップ・フランツ・フォン・シーボルトは、バイエルン王国の貴族であったが、最初の滞日からヨーロッパへ帰還した後の1842年にオランダ王国からヨンクヘールの称号を贈られており、その後のオランダ語の文書で、この称号を自ら用いた署名を残している。
オランダ語では、他の貴族称号はファーストネーム（名）とラストネーム（姓）との間に入れるが、ヨンクヘールは名より前、また、学位より前に置き、「jhr. dr. Marinus van der Goes van Naters」のような表記となる。ヨンクヘールやヨンクフラウに対する敬意表現の呼びかけは「hoogwelgeboren heer / vrouwe」（hoogwelgeboren は、「高貴なる生まれ」の意）となる。